# Фараж, Имад
Имад Фараж (фр. Imad Faraj; род. 11 февраля 1999, Круа) — французский футболист, полузащитник кипрского клуба «АЕК Ларнака».

## Карьера
Фараж является воспитанником «Лилля». Сезон 2016/2017 провёл во второй команде. С сезона 2017/2018 тренируется с основной командой. 20 августа 2017 года дебютировал в Лиге 1 в поединке против «Кана», выйдя на замену на 59-й минуте Тиаго Майя.
В 2019 году Имад отправлялся в аренду в португальский клуб «Белененсиш», однако сыграл за него всего лишь три матча и вернулся во вторую команду «Лилля». 31 июля 2020 года Фараж подписал однолетний контракт с бельгийским клубом «Мускрон-Перювельз». 8 августа 2020 года он дебютировал в Лиге Жюпиле поединком против «Антверпена», в котором вышел в стартовом составе и был заменён на 80-й минуте. 1 декабря 2020 года Имад забил за «Мускрон» свой дебютный мяч, поразив ворота «Сент-Трюйдена». Всего за сезон Имад провёл 27 игр, в которых единожды отличился.